# Fontes do direito
Fontes do direito é a expressão metafórica para os modos de formação das normas jurídicas, ou seja, sua entrada no sistema do ordenamento.

## Conceito
A doutrina jurídica não se apresenta uniforme quanto ao estudo das fontes de Direito. Entre os cientistas do direito há uma grande diversidade de opiniões. A palavra fonte é empregada metaforicamente conforme observa Du Pasquier, pois “remontar à fonte de um rio é buscar o lugar de onde as suas águas saem da terra; do mesmo modo, inquirir sobre a fonte de uma regra jurídica é buscar o ponto pelo qual sai das profundidades da vida social para aparecer na superfície do Direito”. A visão mais tradicional divide as fontes em três espécies: históricas, formais e materiais.

## Fontes históricas
De acordo com Paulo Nader, as fontes históricas do Direito indicam a gênese das modernas instituições jurídicas: a época, local, as razões que determinaram a sua formação. Tal fonte é fundamental no setor da interpretação do Direito, em que o relevante é captar a finalidade de um instituto jurídico, sua essência e valores capitais. A Dogmática Jurídica –que desenvolve seu estudo em função do ordenamento jurídico vigente- deve buscar subsídios nas fontes históricas, pois, conforme anota Sternberg, “aquele que quisesse realizar o Direito sem a história não seria jurista, nem sequer um utopista, não traria à vida nenhum espírito de ordenamento social consciente, senão mera desordem e destruições”.

## Fontes reais
Segundo John Gilissen, as fontes reais formam o aparato ideológico que tanto serve como diretriz e terminologia quanto justifica filosoficamente a materialização do direito. Em vários sistemas jurídicos anteriores predominavam fontes reais religiosas, ou seja, que o direito originava-se de uma divindade. Outros, na moralidade pública ou na crença em um direito natural comum a todos os homens. Um dos principais embasamentos vêm de doutrinas políticas (como liberalismo, socialismo) e econômicas (keynesianismo). Hoje predominam concepções contratualistas e positivistas sob um ideal de democracia.
Continuando com o exemplo do ordenamento jurídico brasileiro, suas fontes reais são o contratualismo e axiologicamente as noções de liberdade, segurança, o bem-estar, desenvolvimento, igualdade e a justiça.

## Fontes materiais
É o estudo filosófico ou sociológico dos motivos éticos ou dos fatos econômicos que condicionam o aparecimento e as transformações das regras do direito. São constituídas pelos fatos sociais, pelos problemas que emergem na sociedade e que são condicionados pela moral, economia, geografia.

## Fontes formais
São os meios de expressão do Direito, as formas pelas quais as normas jurídicas se exteriorizam, tornam-se conhecidas. Para que um processo jurídico constitua fonte formal é necessário que tenha o poder de criar o Direito. Este significa introduzir no ordenamento jurídico novas normas jurídicas. Para tanto, apenas alguns órgãos possuem a capacidade de criar regras de conduta social, variando de acordo com o sistema jurídico e com as fases históricas.
Os países que seguem a tradição romano-germânica, como o Brasil, possuem quatro formas de expressão. A principal forma de expressão são as leis; contando também com a jurisprudência- conjunto de entendimentos de determinado tribunal-; os costumes (com uma divisão interna: contra legem- contra a lei-; secundum legem- não contido na norma-; praeter legem- além da lei-); e, finalmente, a doutrina que admite que os atos jurídicos não se limitam à aplicação das normas jurídicas e criam efetivamente regras jurídicas.
No entanto, os países que seguem a tradição anglo-americana (Common Law) o Direito se revela mais pelos usos e costumes e pela jurisdição do que pelo trabalho abstrato e genérico dos parlamentares.

### Fontes formais próprias e impróprias
Quando se fala de classificação segundo sua natureza, as fontes de direito podem ser diretas (próprias ou puras) e indiretas (impróprias e impuras).
As fontes diretas próprias ou puras, ou imediatas são aquelas cuja natureza jurídica é exclusiva de fonte, como lei, costumes e princípios gerais de direito, tendo como única finalidade servir como modo de produção do direito, incidindo qualquer dos três nas situações da vida para a concretização do justo.
Como fontes próprias pode-se citar as leis no sentido amplo ou material e as leis no sentido estrito ou formal como: constituição, emendas constitucionais, tratados internacionais, medida provisória, decreto legislativo, resolução, portaria, súmula vinculante, lei ordinária, lei complementar e lei delegada.
Por lei, entende-se o preceito jurídico escrito, emanado do legislador e dotado de caráter geral e obrigatório. É, portanto, toda norma geral de conduta, que disciplina as relações de fato incidentes no Direito, cuja observância é imposta pelo poder estatal. Em tese a lei constitui a vontade do povo, sendo elaborada por legisladores eleitos pelo mesmo.
Quanto à aplicação da lei, devem seguir uma "hierarquia", sendo a Constituição Federal a lei maior, as leis complementares e ordinárias abaixo e da Constituição Federal e os decretos, portarias e demais atos administrativos por último. Sendo assim, as leis de menor grau devem obedecer às de maior grau. Contudo, o grau que se fala aqui se refere ao procedimento para criação e modificação da norma, com exigência de quorum mínimo ou votação das duas casas do congresso nacional, por exemplo. Quanto maior a exigência, maior o grau.
Já fontes indiretas, impróprias ou impuras são aquelas que assumem a função de fontes de direito por excepcionalidade, como a ratar da jurisprudência, aponta a necessidade de doutrina, a jurisprudência e os costumes. No entanto, tal característica não exclui sua finalidade de servir como método de interpretação legal.
Dimitri Dimoulis, ao t distinção entre uma decisão isolada e a jurisprudência assentada.
Em relação à doutrina especificamente, entende-se que é o conjunto da produção intelectual de juristas que se empenham no conhecimento teórico do direito. No entanto, a produção de cada doutrinador pode servir a uma finalidade distinta, resultando em classificá-la como opiniões pessoais sobre a interpretação do direito em vigor.
Por costume, entende-se uma norma aceita como obrigatória pela consciência do povo, sem que o Poder Público a tenha estabelecido, pois constitui uma imposição da sociedade. O direito costumeiro possui dois requisitos: subjetivo e objetivo. O primeiro corresponde ao “opinio necessitatis”, a crença na obrigatoriedade, isto é, a crença que, em caso de descumprimento, incide sanção. O segundo corresponde à “diuturnidade”, isto é, a simples constância do ato.
Com relação à analogia, é possível afirmar que a sua utilização ocorre com a finalidade de integração da lei, ou seja, a aplicação de dispositivos legais relativos a casos análogos, ante a ausência de normas que regulem o caso concretamente apresentado à apreciação jurisdicional, a que se denomina anomia.

### Fontes formais estatais e não-estatais
As fontes formais podem ainda ser classificadas como estatais e não estatais. Aquelas, como o próprio nome aponta vêm por determinação e poder do Estado, como as leis em geral, a jurisprudência e os princípios gerais de direito. As não-estatais, por sua vez, têm sua origem do particular, ou seja, os costumes e a doutrina.

### Fontes formais principais e acessórias
Fontes principais são caracterizadas como lei em sentido geral e amplo, ou seja, não deixando espaço para o juiz julgar com base em qualquer outra fonte. A lei é a expressão máxima do direito.
Somente em casos de expressa omissão legal é que o juiz poderá decidir com base nas fontes acessórias, quais seja, os bons costumes, as analogias, e os princípios gerais de direito.

### Miguel Reale
Miguel Reale possui uma visão crítica acerca da tradicional divisão das fontes do direito.
A antiga distinção entre fonte formal e fonte material do direito tem sido fonte de grandes equívocos nos domínios da Ciência Jurídica, tornando-se indispensável empregar o termo fonte do direito para indicar apenas os processos de produção de normas jurídicas. O que se costuma indicar com a expressão “fonte material” não é outra coisa senão o estudo filosófico ou sociológico dos motivos éticos ou dos fatos econômicos que condicionam o aparecimento e as transformações das regras de direito. Fácil é perceber que se trata do problema do fundamento ético ou do fundamento social das normas jurídicas, situando-se, por conseguinte, fora do campo da Ciência do Direito.
Para o autor, fontes do direito são os processos dos quais as regras jurídicas se positivam com legítima força obrigatória, isto é, com vigência e eficácia no contexto de uma estrutura normativa. O direito resulta de um complexo de fatores que a Filosofia e a Sociologia estudam, mas se manifesta, como ordenação vigente e eficaz, por meio de estruturas normativas, que são o processo legislativo, os usos e costumes jurídicos, a atividade jurisdicional e o ato negocial.
Para que exista fonte do direito, é preciso que haja um poder capaz de especificar o conteúdo, para exigir o seu cumprimento, não sendo indispensável que ele mesmo aplique a sanção.
Toda fonte do direito implica uma estrutura normativa de poder, haja vista que a gênese de qualquer regra de direito (nomogênese jurídica) só ocorre em virtude da interferência de um centro de poder, o qual, diante de um complexo de fatos e valores, opta por dada solução normativa com características de objetividade.
À luz desse conceito, quatro são as fontes de direito, porque quatro são as formas de poder: o processo legislativo, expressão do Poder Legislativo; a jurisdição, que corresponde ao Poder Judiciário; os usos e costumes jurídicos, que exprimem o poder social, ou seja, o poder decisório anônimo do povo; e, finalmente, a fonte negocial, expressão do poder negocial ou da autonomia da vontade.
Nota-se que o direito se realiza através de um conjunto sistemático de regras que determinam atos e abstenções, sob pena de se imputarem ao transgressor consequências ou sanções punitivas.